# Le Père Serge (film, 1978)
Pour les articles homonymes, voir Le Père Serge (homonymie).
Pour plus de détails, voir Fiche technique et Distribution.
Le Père Serge (en russe : Отец Сергий, Otets Sergiy) est un film soviétique en noir et blanc réalisé par Igor Talankine d'après la nouvelle éponyme de Léon Tolstoï. Sortie en 1978 cette adaptation est consacrée à la célébration des 150 ans de Tolstoï.

## Synopsis
Le héros principal du film est le prince Stepan Kassatski, un jeune officier ardent et fier, un grand admirateur du tsar. La veille de son mariage il apprend que sa fiancée était la maîtresse du souverain. Profondément déçu, Kassatski prononce le vœu monastique et quitte la capitale. Il s'appelle désormais père Serge et mène une vie solitaire. Des rumeurs au sujet d'un ancien officier entré dans les ordres se répandent. Une belle femme dépravée tente de le séduire et il est obligé de se couper un doigt pour ne pas succomber à ses charmes. Acclamé par les fidèles il jouit d'une réputation qui s'étend bien au-delà des frontières de son canton. Il fait preuve de chasteté pendant des années. Mais il sera séduit par une fille simplette amenée chez lui pour une séances de prière de guérison.
Le père Serge quitte alors sa cellule, prend son sac et part errer pour demander l'aumône devenant totalement anonyme.

## Fiche technique
- Titre : Le Père Serge
- Titre original : Отец Сергий
- Réalisation : Igor Talankine
- Scénario : Igor Talankine d'après la nouvelle de Léon Tolstoï
- Photographie : Gueorgui Rerberg, Anatoli Nikolaïev
- Direction artistique : Viktor Petrov, Iouri Fomenko
- Compositeur : Alfred Schnittke
- Costumes : Tatiana Ivanova
- Décors : Vladimir Fabrikov
- Maquillage : Vsevolod Jelmanov
- Montage : Zoïa Verevkina
- Son : Igor Maïorov
- Manager de production : Viktor Tsirul
- Rédaction : Irina Serguievskaïa
- Pays d'origine : URSS
- Format : noir et blanc - 35mm
- Genre : Drame
- Durée : 115 minutes
- Date de sortie : 1978

## Distribution
- Serge Bondartchouk : Prince Kassatski, le père Serge
- Valentina Titova : Mary Korotkova
- Vladislav Strzelczyk : Nicolas Ier
- Nikolaï Gritsenko : général Korotkov
- Boris Ivanov : higoumène
- Ivan Lapikov : vieillard sur le ferry
- Ivan Soloviov : Révérend Nikodime
- Lioudmila Maksakova : Daria Makovkina
- Gueorgui Bourkov : marchand
- Olga Anokhina : Maria, fille du marchand
- Alla Demidova : Pachenka
- Irina Skobtseva : dame au bal
- Aleksandre Dik : marquis
- Aleksandr Beliavski : gentilhomme sur le ferry
- Nikolaï Gorlov : père Nikodime
- Wacław Dworzecki : directeur du corps de cadets
- Eduard Izotov : avocat
- Alexandre Lebedev : moine
- Andreï Smoliakov : Aliocha
- Arkadi Troussov : prêtre
- Svetlana Svetlitchnaïa : baronne
- Valentin Koulik : propriétaire foncier
- Vladimir Machtchenko : capitaine Schwartz
- Vladimir Ivachov : épisode
- Sergueï Nikonenko : épisode
- Natalia Fateïeva : épisode
- Viktor Choulguine : épisode
- Vladimir Bassov : épisode
- Dima Streltsov : cadet Stepan Kassatski
- Aliocha Proskouriakov : Stivenka
- Sacha Levtchenko : Pachenka
- Katia Bystrova : fille de Mary